# Godiasco Salice Terme

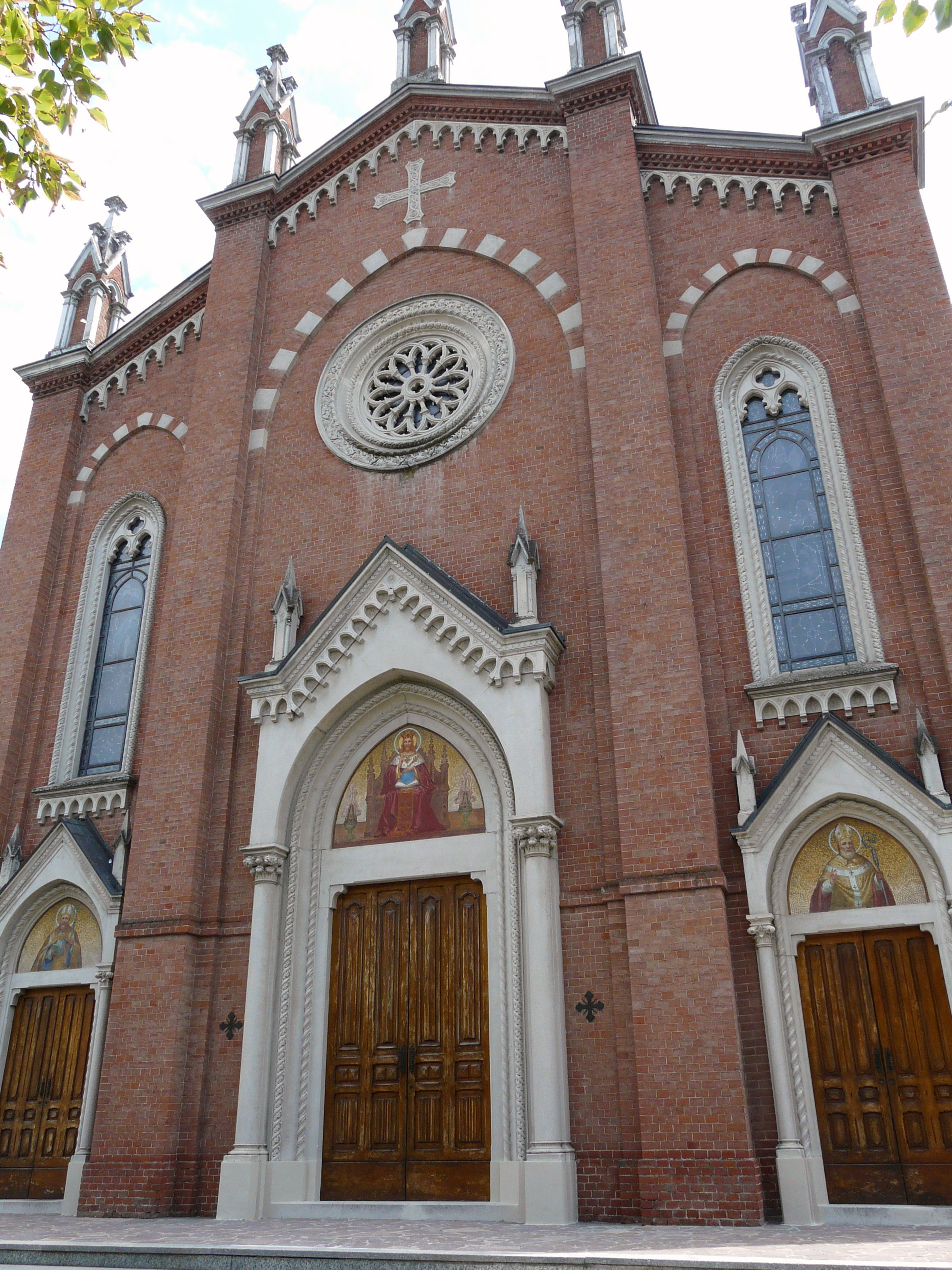
Syruskirche in Godiasco

Godiasco Salice Terme (bis 2012 nur Godiasco) ist eine norditalienische Gemeinde (comune) mit 3272 Einwohnern (Stand: 31. Dezember 2023) in der Provinz Pavia in der Lombardei. Die Gemeinde liegt etwa 26 Kilometer südsüdwestlich von Pavia an der Staffora und der Ardivestra und grenzt unmittelbar an die Provinz Alessandria. Godiasco ist Teil der Comunità Montana Oltrepò Pavese.

## Geschichte
Godiasco geht auf die Familie der Malaspina zurück. Auch wenn die Gemeinde schon vor dem 7. Jahrhundert besiedelt worden war, wird die Gemeinde erstmals in der Lehensurkunde gegenüber Obizzo Malaspina genannt.

## Verkehr
Der Bahnhof an der Bahnstrecke Voghera–Varzi wurde 1966 mit der Stilllegung der Strecke geschlossen. Durch die Gemeinde führt die frühere Strada Statale 461 del Passo del Penice von Voghera nach Bobbio.